# 혼돈의 사랑
《혼돈의 사랑》은 방송 예정인 SBS 드라마이다.

## 줄거리
신분이 노출된 한 여자가 낯선남자에 의해 납치를 당하며 생존게임을 그린 드라마.

## 등장 인물

### 주요 인물
- 한그림 : 윤지우 역

### 그 외 인물
- 김미숙 : 선우신 역 - 지우의 어머니.
- 이새봄 : 윤시우 역 - 지우의 여동생, 서울지검 검사.

## 시청률
최저 시청률과 최고 시청률은 시청률 조사회사와 지역별로 시청률에 차이가 있을 수 있습니다.
| 2020년 | 2020년 | 2020년         | 2020년         | 2020년       | 2020년     |
| 회차   | 방송일 | TNmS 시청률    | TNmS 시청률    | AGB 시청률   | AGB 시청률 |
| 회차   | 방송일 | 대한민국(전국) | 대한민국(전국) | 서울(수도권) |            |
| ------ | ------ | -------------- | -------------- | ------------ | ---------- |
| 제1회  |        | %              | %              | %            |            |
| 제2회  |        | %              | %              | %            |            |
| 제3회  |        | %              | %              | %            |            |
| 제4회  |        | %              | %              | %            |            |

## 같이 보기
- 대한민국의 텔레비전 드라마 목록
- 2019년 대한민국의 텔레비전 드라마 목록